# وزارة المالية (الجزائر)
وزارة المالية هي إحدى وزارات الحكومة الجزائرية، وتشغل مبنى أحمد فرنسيس ببن عكنون بالجزائر العاصمة. 

## مهام الوزارة

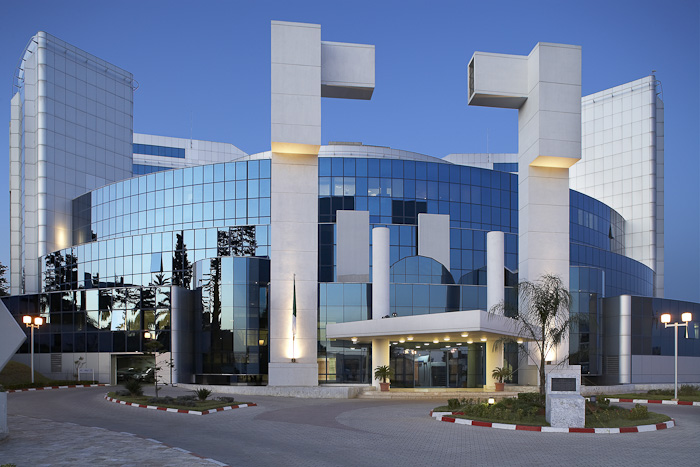
مقر الوزارة

## هياكل وزارة المالية
- المديرية العامة للتقدير والسياسات
- المديرية العامة للمحاسبة
- المديرية العامة للجمارك
- المديرية العامة للأملاك الوطنية
- خلية معالجة الاستعلام المالي

## قائمة وزراء المالية
الوضع
- يدل على وزير بالنيابة

- يدل على الحاق الوزارة بوزارة اخرى

| بداية          | نهاية             | الوزير                        | الحكومة                                                                                     | ملاحظات |
| -------------- | ----------------- | ----------------------------- | ------------------------------------------------------------------------------------------- | --- |
| 27 سبتمبر 1962 | 4 سبتمبر 1963     | أحمد فرنسيس (ج.ت.و)           | حكومة بن بلة الأولى                                                                         | قدم استقالته                                                                                                 |
| 4 سبتمبر 1963  | 2 ديسمبر 1964     | بشير بومعزة (ج.ت.و)           | حكومة بن بلة الأولى الثانية                                                                 | إعادة التشكيل في 4 سبتمبر 1963 إزالة وزارة المالية والتجارة و التصنيع والطاقة والتي حلت محلها وزارة الاقتصاد |
| 2 ديسمبر 1964  | 20 يونيو 1965     | ملحق بالرئاسة                 | حكومة بن بلة الثالثة                                                                        | |
| 20 يونيو 1965  | 10 يوليو 1965     | أحمد مدغري (ج.ت.و)            | حكومة بومدين الأولى                                                                         | وزير الداخلية والمالية                                                                                       |
| 10 يوليو 1965  | 14 ديسمبر 1967    | أحمد قايد (ج.ت.و)             | حكومة بومدين الثانية                                                                        | وزير المالية والتخطيط قدم استقالته                                                                           |
| 14 ديسمبر 1967 | 7 مارس 1968       | أحمد مدغري (ج.ت.و) (بالنيابة) | حكومة بومدين الثانية                                                                        | |
| 7 مارس 1968    | 17 مارس 1970      | شريف بلقاسم (ج.ت.و)           | حكومة بومدين الثانية                                                                        | وزير الدولة لشؤون المالية والتخطيط                                                                           |
| 17 مارس 1970   | 21 يوليو 1970     | أحمد مدغري (ج.ت.و) (بالنيابة) | حكومة بومدين الثانية                                                                        | |
| 21 يوليو 1970  | 14 فبراير 1976    | إسماعيل المحروق (ج.ت.و)       | حكومة بومدين الثالثة                                                                        | |
| 14 فبراير 1976 | 23 أبريل 1977     | عبد المالك تمام (ج.ت.و)       | حكومة بومدين الثالثة                                                                        | |
| 23 أبريل 1977  | 8 مارس 1979       | محمد الصديق بن يحيى (ج.ت.و)   | حكومة بومدين الرابعة                                                                        | |
| 8 مارس 1979    | 12 يناير 1982     | محمد يعلى (ج.ت.و)             | حكومة عبد الغاني الأولى حكومة عبد الغاني الثانية                                            | |
| 12 يناير 1982  | 18 فبراير 1986    | بوعلام بن حمودة (ج.ت.و)       | حكومة عبد الغاني الثالثة حكومة الإبراهيمي الأولى                                            | |
| 18 فبراير 1986 | 9 نوفمبر 1988     | عبد العزيز خلاف (ج.ت.و)       | حكومة الإبراهيمي الثانية                                                                    | |
| 9 نوفمبر 1988  | 9 سبتمبر 1989     | سيد أحمد غزالي                | حكومة مرباح                                                                                 | |
| 9 سبتمبر 1989  | 4 يونيو 1991      | غازي حيدوسي                   | حكومة حمروش الأولى حكومة حمروش الثانية                                                      | |
| 4 يونيو 1991   | 16 أكتوبر 1991    | حسين بن إسعد                  | حكومة غزالي الأولى                                                                          | |
| 16 أكتوبر 1991 | 19 يونيو 1992     | سيد أحمد غزالي                | حكومة غزالي الثانية حكومة غزالي الثالثة                                                     | |
| 8 يوليو 1992   | 21 أغسطس 1993     | بلعيد عبد السلام              | حكومة عبد السلام                                                                            | |
| 4 سبتمبر 1993  | 11 أبريل 1994     | مراد بن أشنهو                 | حكومة مالك                                                                                  | |
| 11 أبريل 1994  | 26 سبتمبر 1996    | أحمد بن بيتور                 | حكومة سيفي الأولى حكومة سيفي الثانية حكومة أويحيى الأولى                                    | |
| 26 سبتمبر 1996 | 23 ديسمبر 1999    | عبد الكريم حرشاوي             | حكومة أويحيى الأولى الثانية حكومة حمداني                                                    | |
| 23 ديسمبر 1999 | 31 مايو 2001      | عبد اللطيف بن اشنهو           | حكومة بن بيتور حكومة بن فليس الأولى                                                         | |
| 31 مايو 2001   | 4 يونيو 2002      | مراد مدلسي                    | حكومة بن فليس الثانية                                                                       | |
| 4 يونيو 2002   | 5 مايو 2003       | محمد ترباش                    | حكومة بن فليس الثالثة                                                                       | |
| 5 مايو 2003    | 1 مايو 2005       | عبد اللطيف بن اشنهو           | حكومة أويحيى الثالثة حكومة أويحيى الرابعة                                                   | |
| 1 مايو 2005    | 4 يونيو 2007      | مراد مدلسي                    | حكومة أويحيى الخامسة حكومة بلخادم الأولى                                                    | |
| 4 يونيو 2007   | 29 أبريل 2014     | كريم جودي                     | حكومة بلخادم الثانية حكومة أويحيى السادسة السابعة الثامنة التاسعة حكومة سلال الأولى الثانية | |
| 5 مايو 2014    | 14 مايو 2015      | محمد جلاب                     | حكومة سلال الثالثة                                                                          | |
| 14 مايو 2015   | 11 يونيو 2016     | عبد الرحمان بن خالفة          | حكومة سلال الرابعة                                                                          | |
| 11 يونيو 2016  | 24 مايو 2017      | حاجي بابا عمي                 | حكومة سلال الخامسة                                                                          | |
| 25 مايو 2017   | 31 مارس 2019      | عبد الرحمان راوية             | حكومة تبون حكومة أويحيى العاشرة                                                             | |
| 31 مارس 2019   | 2 جانفي 2020      | محمد لوكال                    | حكومة بدوي                                                                                  | |
| 2 جانفي 2020   | 23 يونيو 2020     | عبد الرحمان راوية             | حكومة جراد الأولى                                                                           | |
| 23 يونيو 2020  | لا يزال في المنصب | أيمن بن عبد الرحمان           | حكومة جراد الثانية                                                                          | |

### قائمة الوزراء المنتدبون للميزانية
| بداية          | نهاية          | الوزير        | الحكومة                                                                               |
| -------------- | -------------- | ------------- | ------------------------------------------------------------------------------------- |
| 22 يناير 1984  | 18 فبراير 1986 | مصطفى بن عمر  | حكومة الإبراهيمي الأولى                                                               |
| 18 يونيو 1991  | 8 يوليو 1992   | مراد مدلسي    | حكومة غزالي الأولى، الثانية، الثالثة                                                  |
| 8 يوليو 1992   | 26 أغسطس 2000  | علي براهيتي   | عبد السلام، مالك سيفي الأولى، الثانية، أويحيى الأولى، الثانية، حمداني، حكومة بن بيتور |
| 31 مايو 2001   | 4 يونيو 2002   | محمد ترباش    | حكومة بن فليس الثانية                                                                 |
| 11 سبتمبر 2013 | 29 أبريل 2014  | محمد جلاب     | حكومة سلال الثانية                                                                    |
| 5 مايو 2014    | 11 يونيو 2016  | حاجي بابا عمي | حكومة سلال الثالثة حكومة سلال الرابعة                                                 |

### قائمة الوزراء المنتدبون للخزينة
| بداية         | نهاية          | الوزير          | الحكومة                               |
| ------------- | -------------- | --------------- | ------------------------------------- |
| 18 يونيو 1991 | 22 فبراير 1992 | علي بن نواري    | حكومة غزالي الأولى، الثانية           |
| فبراير 1992   | 21 أغسطس 1993  | أحمد بن بيتور   | حكومة غزالي الثالثة، حكومة عبد السلام |
| 15 أبريل 1994 | 31 ديسمبر 1995 | بدر الدين نويوة | حكومة سيفي الأولى، الثانية            |

### قائمة الوزراء المنتدبون للإصلاح المالي
| بداية         | نهاية         | الوزير       | الحكومة                                           |
| ------------- | ------------- | ------------ | ------------------------------------------------- |
| 4 يونيو 2002  | 19 أبريل 2004 | فتيحة منتوري | حكومة بن فليس الثالثة، حكومة أويحيى الثالثة       |
| 19 أبريل 2004 | 4 يونيو 2007  | كريم جودي    | حكومة أويحيى الرابعة الخامسة، حكومة بلخادم الأولى |
| 4 يونيو 2007  | 23 يونيو 2008 | فتيحة منتوري | حكومة بلخادم الثانية                              |

## وصلات خارجية
- الموقع الرسمي لوزارة المالية
- المديرية العامة للضرائب